# 非洲裸胸鱔
非洲裸胸鱔（學名：Gymnothorax afer），又稱非洲裸胸鯙，為輻鰭魚綱鰻鱺目鯙亞目鯙科的其中一種，分布於東大西洋區，從茅利塔尼亞至納米比亞海域及半鹹水域，棲息深度10-45公尺，體長可達100公分，為底棲性魚類，生活岩石底質海域，屬肉食性，生活習性不明，可作為食用魚。

## 擴展閱讀
1. ↑  Smith, G. . The IUCN Red List of Threatened Species. 2015, 2015: e.T195701A2405253  [19 November 2021]. doi:10.2305/IUCN.UK.2015-4.RLTS.T195701A2405253.en .

 維基物種上的相關：非洲裸胸鱔